# Wołyń (pismo)
Wołyń (ukr. Волинь) – pismo wydawane w okupowanym Równem podczas II wojny światowej.
Pierwszy numer pisma wyszedł w okupowanym Równem 1 września 1941 roku z inicjatywy frakcji „melnykowskiej” Organizacji Ukraińskich Nacjonalistów. Funkcję redaktora naczelnego pełnił Ułas Samczuk. Artykuły i felietony publikowane w gazecie miały charakter antysowiecki i proniemiecki, a także antysemicki. Za głównego wroga narodu ukraińskiego był uważany „moskiewsko-żydowski bolszewizm”. Publikowano utwory literackie pisarzy ukraińskich. 22 marca 1942 roku Niemcy aresztowali Ułasa Samczuka, ale wkrótce został uwolniony. Nie pozwolono mu jednak kontynuować działalności publicystycznej. Na czele redakcji stanął Andrij Myseczko. Pismo przestało ukazywać się 7 stycznia 1944 roku po zajęciu Równego przez Armię Czerwoną.